# Fancy girls
Fancy girls var en term för en kategori kvinnliga slavar i USA som såldes med syftet att användas för sexuellt slaveri som älskarinna eller prostituerad.  Denna slavhandel kallades för Fancy Trade. 
En Fancy Girl eller Fancy Maid var vanligen en ung kvinna med ljus hudfärg. Hon såldes på auktion med andra slavar, men hölls separat från dessa. Hon såldes uppklädd i eleganta kläder för betydligt högre priser än andra slavar. New Orleans var centrum för denna typ av specialiserad slavhandel. En Fancy Girl som blivit köpt hölls sedan vanligen av sin ägare separerad från andra slavar, ofta i en mer avskild stuga på plantagen. 